# Indira Gándhíová
Indira Prijadaršiní Gándhíová, nepřechýleně Indira Prijadaršiní Gándhí (इन्दिरा प्रियदर्शिनी गान्धी) (19. listopadu 1917 – 31. října 1984) byla indická politička.
Indira Gándhíová byla dvakrát indickou ministerskou předsedkyní. Poprvé od 19. ledna 1966 do 24. března 1977 a podruhé od 14. ledna 1980 do roku 1984, kdy byla zavražděna.

## Život

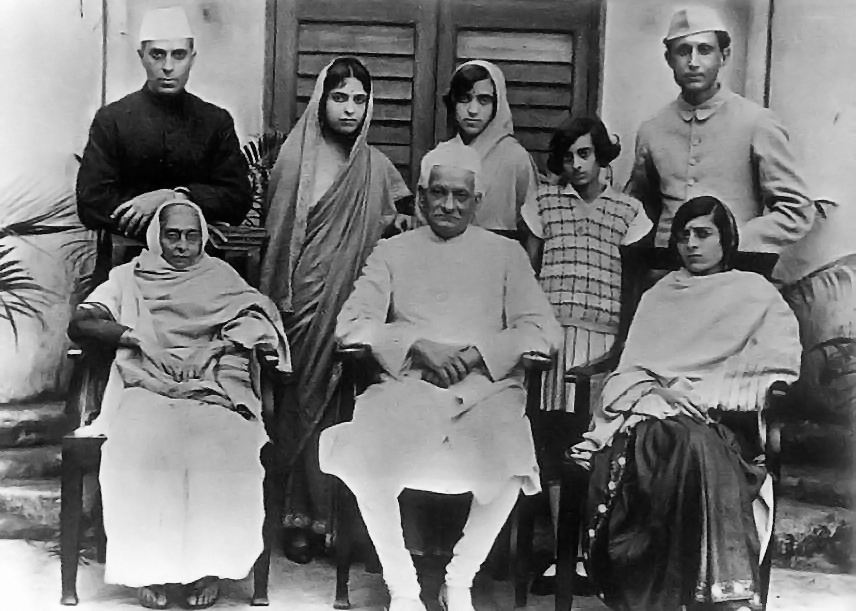
Indira Gándhíová s rodinou (1927)

Indira Gandhíová se narodila v roce 1917 v malém indickém městečku. Jejím otcem byl indický politik Džaváharlál Néhrú. Vystudovala nejprve bengálskou, poté Oxfordskou univerzitu (Somerville College) a roku 1942 se vdala za jednoho z funkcionářů strany, Feroze Gándhího. Pod otcovou patronací se Indira zapojila do politického života a zastávala významné funkce ve straně, až se roku 1964 stala ministryní informací indické vlády. O dva roky později, na jaře 1966, byla zvolena předsedkyní strany, díky čemuž se téměř automaticky stala také ministerskou předsedkyní. Již v následujícím roce však došlo k vnitrostranické krizi a Indira se musela funkce vzdát. Až indické vítězství ve válce s Pákistánem a reorganizace strany jí přinesly na jaře 1972 přesvědčivé volební vítězství, kterým dokázala své schopnosti političky. Úspěšně překonala několik volebních porážek, vícekrát byla svými protivníky zatčena a uvězněna, vždy se však dokázala po několika měsících či letech opět vrátit do čela země.
Za její vlády pokračovala Indie úspěšně v takzvané politice neangažovanosti, jejíž základy položil Néhrú. Jeho dcera však daleko více inklinovala ke spolupráci s Moskvou, což bylo dáno mimo jiné i čínsko-indickými spory. Populační exploze v zemi vedly premiérku k úvahám o zvýšení mezinárodní prestiže. Prostředkem k tomu se stala nejen podpora proindických hnutí v okolních zemích, ale i koketování s atomovou zbraní a kosmickým výzkumem. Neřešené domácí problémy, ať nacionální nebo náboženské, však byly rubem úspěšné zahraniční politiky. Pokusy Sikhů o získání nezávislosti Paňdžábu byly potlačovány armádou, secesionistickým záměrům mělo být definitivně zabráněno dobytím nejvýznamnější svatyně Sikhů, Zlatého chrámu, což vedlo v červnu 1984 k masakru v Amritsaru.

## Smrt
Dne 31. října 1984 byla zastřelena příslušníky své sikhské ochranky Beantem Singhem a Satwantem Singhem. Důvodem k atentátu byla operace Modrá hvězda vedená indickou armádou proti sikhským separatistům, kteří obsadili Zlatý chrám v Amritsaru.
Za dalších sedm let se stal obětí atentátu i její nejstarší syn a nástupce ve funkci indického premiéra Rádžív Gándhí, čímž skončila vláda rodiny Néhrúů v Indii.

## Odkaz
Její jméno nese mírová Cena Indiry Gándhíové udělovaná od roku 1986.

## Indira Gándhíová a Československo
Indira Gándhíová několikrát navštívila Československo. Nejprve jako doprovod svého otce 9. srpna 1938. Ve dnech 6. a 7. června 1955 ho doprovázela už na oficiální návštěvě jako indického premiéra. Oba se setkali s prezidentem Antonínem Zápotockým a předsedou vlády Viliamem Širokým.
Ve dnech 17.–20. června 1972 navštívila Československo jako ministerská předsedkyně. Mimo jiné se setkala s prezidentem Ludvíkem Svobodou, předsedou vlády Lubomírem Štrougalem, ministrem zahraničí Bohuslavem Chňoupkem či generální tajemníkem ÚV KSČ Gustávem Husákem. První den navštívila Národní památník na Vítkově, v Národním divadle shlédla operu Prodaná nevěsta a se setkala se zde s umělci Jaroslavem Krombholcem, Eduardem Hakenem, Ivem Žídkem či Gabrielou Beňačkovvou. Druhý den vedla v Hrzánském paláci oficiální jednání s Lubomírem Štrougalem a pak navštívila zámek Konopiště a divadlo Laterna magika. Večer byla na slavnostní recepci v Černínském paláci. V Karolinu jí byla udělena čestná hodnost doktora právních věd Univerzity Karlovy.
V pražských Dejvicích u budovy stavební fakulty ČVUT a podél ulice Thákurova je Park I. Gándhíové.

## Vyznamenání
- Bharat Ratna – Indie, 1971
- Leninova cena míru – 1983/1984
- Řád José Martího in memoriam – Kuba, 1985[5]